# بئاتریز سوزا
بئاتریز سوزا (پرتغالی: Beatriz Souza؛ زادهٔ ۲۰ مهٔ ۱۹۹۸) جودوکار اهل برزیل است.